# WaT
WaT (Wentz and Teppei, Wentz y Teppei) es un dúo de Pop japonés compuesto por Eiji Wentz y Teppei Koike. Se conocieron en 2002 y formaron el grupo, ofreciendo conciertos callejeros con sus guitarras. Su sencillo debut fue en 2005, titulado Boku no Kimochi. 
Teppei Koike es actor de televisión y algunas películas; su compañero, Eiji Wentz, también es actor y comediante. Este último es mitad Germano-estadounidense y mitad japonés. Boku no Kimochi logró llegar al segundo puesto en las listas de popularidad Oricon.

## Miembros
- Eiji Wentz (ウエンツ瑛士, 8 de octubre de 1985, nacido en Tokio)
- Teppei Koike (小池徹平, 5 de enero de 1986, nacido en Osaka)

Ambos tocan y cantan, también componen. Eiji Wentz toca el bajo, la guitarra y el piano. Koike Teppei, toca la armónica, y la guitarra.

## Disolución

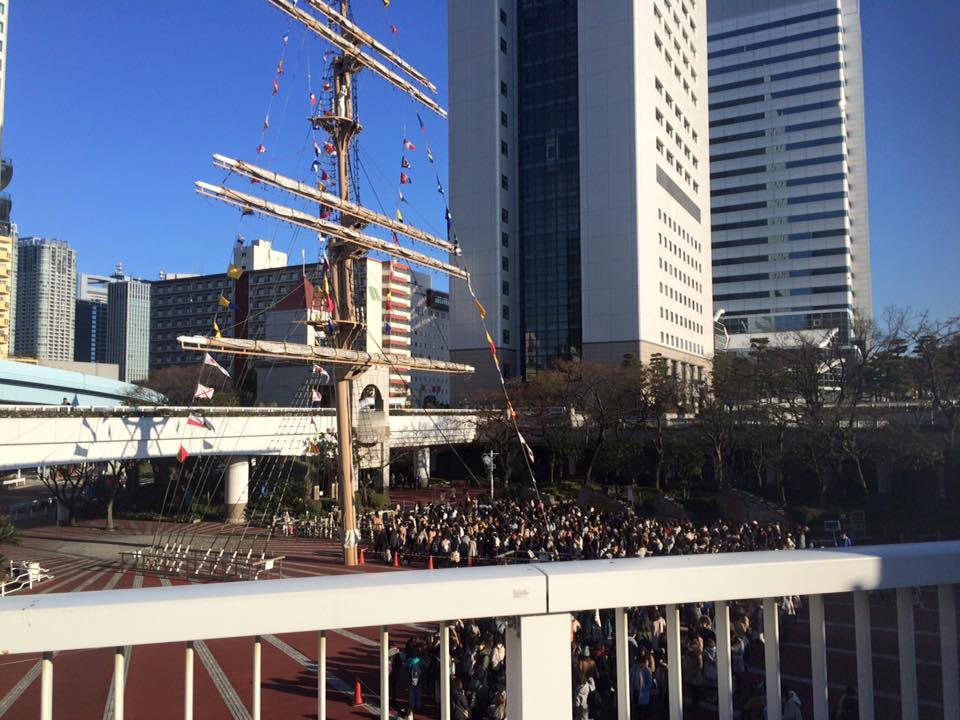
WaT's handshake event

WaT anunció su disolución oficialmente en el "WaT Live 2015 10th Anniversary", acordando su último concierto juntos para el 11 de febrero de 2016. Ambos argumentaron que decidieron separarse para poder seguir creciendo y alcanzando su sueño, a pesar de tener que tomar caminos separados. Con ello, sacaron su último álbum, haciendo una recompilación de sus mejores canciones, añadiendo una nueva titulada "Hajimari no toki" (はじまりの時). Dicho álbum fue titulado "Sotsugyou BEST" (卒業BEST). Fue lanzado a la venta el 10 de febrero de 2016, un día antes de su último concierto como WaT.

### Evento "Apretón de manos"
WaT acordó un evento especial para los fanes, donde podrían estrechar las manos de WaT y firmar autógrafos. Este evento fue exclusivo, con el cual, solamente se podía acceder por medio de un sorteo. Los boletos de dicho sorteo se incluyeron dentro de los álbumes de Sotsugyou BEST. 
El evento se llevó a cabo el 10 de febrero de 2016.

## Discografía

### Sencillos
Su primer sencillo indie, Sotsugtou TIME, salió a la venta el 18 de febrero de 2004 y fue incluido en su primer álbum
| Nombre original en Japonés  | Romanización                   | Traducción                         | Fecha de salida | Listas de popularidad |
| --------------------------- | ------------------------------ | ---------------------------------- | --------------- | --------------------- |
| 僕のキモチ                  | Boku no Kimochi                | Mis sentimientos                   | 2005-11-02      | #2                    |
| 5センチ。                   | Go Senchi.                     | 5 centímetros                      | 2006-01-25      | #2                    |
| Hava Rava                   |                                |                                    | 2006-08-02      | #4                    |
| Ready Go!                   |                                | Listos, vamos!                     | 2006-11-01      | #1                    |
| ボクラノLove Story          | Bokura no Love Story           | Nuestra historia de amor           | 2006-12-06      | #4                    |
| 君に贈る歌                  | Kimi ni okuru uta              | Te dedico una canción              | 2007-02-14      | #3                    |
| ラッキーでハッピー          | Lucky de Happy                 | Suerte en la Felicidad             | 2007-02-14      | #3                    |
| 夢の途中                    | Yume no Tochū                  | En medio de un sueño               | 2008-01-16      | #4                    |
| 時を越えて~Fantastic World~ | Toki wo Koete~Fantastic World~ | Cruza el tiempo ~Mundo Fantástico~ | 2008-04-23      | #8                    |
| 36 °C                       | 36 do                          | 36°Centígrados                     | 2008-10-29      | #5                    |
| 君が僕にKissをした          | Kimi ga boku ni kiss o shita   | Me besaste                         | 2010-07-28      | #7                    |
| 24/7〜もう一度〜            | 24/7 ~Mou ichido~              | 24/7 ~Otra vez~                    | 2010-09-08      | --                    |

### Álbumes
| Nombre original en Japonés | Romanización                       | Traducción                           | Fecha de salida | Listas de popularidad |
| -------------------------- | ---------------------------------- | ------------------------------------ | --------------- | --------------------- |
| 卒業TIME ~僕らのはじまり~  | Sotsugyō Time ~Bokura no Hajimari~ | Tiempo de graduación: Nuestro inicio | 2006-03-01      | #2                    |
| WaT Collection             |                                    |                                      | 2007-11-28      | #4                    |
| 卒業BEST                   | Sotsugyō BEST                      | Lo mejor de la Graduación            | 2016-02-10      | #5                    |

### DVD
| Título                                          | Fecha de salida |
| ----------------------------------------------- | --------------- |
| WaT ENTERTAINMENT SHOW 2006 ACT "do" LIVE Vol.4 | 2006-04-26      |
| My Favorite Girl-the movie-                     | 2006-12-20      |